# Йоганн Сколаут
Йоганн «Ганс» Сколаут (нім. Johann «Hans» Skolaut) — австрійський футболіст, що грав на позиції нападника. По завершенні ігрової кар'єри — тренер. П'ятиразовий чемпіон Австрії і триразовий володар кубка Австрії як тренер. Фіналіст кубка Мітропи 1934.

## Клубна кар'єра
Виступав у складі клубу «Адміра». У 1915 році став фіналістом Кубка Відня. Про його кар'єру в часи Першої світової війни немає інформації.
У сезоні 1918/19 виступав у складі клубу «Аматоре», зіграв 7 матчів у чемпіонаті й забив 5 голів.
В наступному сезоні знову грав  у складі команди «Адміра». У чемпіонаті 1919–1920 зіграв у 22 матчах і забив 6 голів. Найвищим досягнення клубу у часи виступів Сколаута стало третє місце у сезоні 1922–1923, хоча грав Йоганн у тому розіграші не регулярно — 5 матчів і 1 гол.

## Кар'єра тренера
З 1926 року став тренером клубу «Адміра» (Відень). У 1927 році здобув з командою перший в історії клубу титул чемпіона Австрії. Несподіваним конкурентом «Адміри» в боротьбі за титул став клуб «Брігіттенауер». Перед останнім туром «Адміра» мала перевагу в одне очко, але суперникам випало грати між собою. Клуб Сколаута упевнено переміг з рахунком 5:0 і здобув свій перший чемпіонський трофей. Влітку керував командою у чвертьфінальних матчах новоствореного кубка Мітропи, у яких австрійський клуб зустрічався з чехословацькою «Спартою». У першому матчі «Спарта» перемогла з рахунком 5:1. В матчі-відповіді на 60-й хвилині уже «Адміра» вела з рахунком 5:1, але команді не вдалося розвинути чи хоча б втримати цей результат і наприкінці матчу чеські гравці зуміли забити два голи.
Наступного сезону «Адміра» знову перемогла в чемпіонаті, випередивши на три очка «Рапід». Також клуб здобув кубок Австрії. У фінальному матчі команда переграла «Вінер АК» з рахунком 2:1. Влітку 1928 року клуб знову пробував свої сили у матчах кубку Мітропи. В 1/4 фіналу команда переграла чехословацьку «Славія» — 3:1, 3:3. У півфіналі «Адміра» в обох матчах поступилась майбутньому чемпіонові угорському «Ференцварошу» (1:2, 0:1). 
Протягом трьох наступних сезонів здобував друге місце у чемпіонаті. Натомість у 1932 і 1934 роках привів команду до ще двох перемог у чемпіонаті і кубку Австрії. У 1934 році клуб також дістався до фіналу кубка Мітропи, де поступився за сумою двох матчів італійській «Болоньї» (3:2, 1:5). Загалом у ролі тренера провів з командою 17 матчів у кубку Мітропи.
У сезоні 1938-1939 повернувся до «Адміри» і привів команду до ще одного титулу чемпіона. На той момент Австрія входила до складу Німеччини, а австрійський футбольний чемпіонат мав назву Гауліга Остмарк.

## Статистика виступів

### Статистика клубних виступів
| Клуб               | Сезон     | Чемпіонат | Чемпіонат | Кубок | Кубок | Всього | Всього |
| Клуб               | Сезон     | Матчі     | Голи      | Матчі | Голи  | Матчі  | Голи   |
| ------------------ | --------- | --------- | --------- | ----- | ----- | ------ | ------ |
| «Аматоре» (Відень) | 1918–1919 | 7         | 5         | 0     | 0     | 7      | 5      |
| «Адміра» (Відень)  |           |           |           |       |       |        |        |
| 1919–1920          | 22        | 6         | 1         | 0     | 22    | 5      |        |
| 1920–1921          | 24        | 5         | ?         | 0     | 24+   | 5      |        |
| 1921–1922          | 18        | 2         | 2         | 0     | 20    | 2      |        |
| 1922–1923          | 5         | 1         | 1         | 0     | 6     | 0      |        |
| 1923–1924          | 0         | 0         | 1         | 0     | 1     | 0      |        |
| Всього Адміра      | 69        | 14        | 5+        | 0     | 74+   | 14     |        |

## Титули і досягнення

### Як гравця
- Бронзовий призер чемпіонату Австрії (1): 1923
- Фіналіст кубка Відня (1): 1915

### Як тренера
- Чемпіон Австрії (5): 1927, 1928, 1932, 1934, 1939
- Срібний призер чемпіонату Австрії (3): 1929, 1930, 1931
- Володар кубка Австрії (3): 1928, 1932, 1934
- Фіналіст Кубка Мітропи (1): 1934